# Іван Шангірей
Іва́н Шангіре́й (крим. Ivan Shangiray, Шенкеренко, Шах-Ґірей, Шахін Ґерай) (*?, Кримське ханство — †після 1656) — український військовик доби Гетьманщини кримськотатарського походження. Корсунський полковник (1648). Можливо предок українського філософа Григорія Сковороди.

## Походження
Кримськотатарський аристократ, імовірно — представник ханського роду Ґераїв, бічної гілки Чингізидів. За однією з версій, міг бути сином калги Шахіна Ґерая (†1641) — сина кримського хана Саадета ІІ, брата Мехмеда ІІІ, що намагався скинути васальну залежність Криму від Османської імперії та 1624 уклав військовий союз із запорозькими козаками. Після поразки у війні з османським ставлеником Джанібеком родичі Шахіна були змушені емігрувати, дехто міг опинитися в Україні. Історик Юрій Мицик робив припущення про тотожність Івана Шангірея з Шахін Ґераєм, хоч згідно з османськими джерелами Шахін був страчений 1641 за наказом султана Ібрагіма І.

## Участь у подіях Визвольної війни 1648-1657
На початковому етапі Визвольної війни Іван Шангірей був у колі близьких сподвижників Богдана Хмельницького. Влітку 1648 очолював Корсунський полк. У червні за наказом гетьмана мав слідувати за корпусом Максима Кривоноса до Прилук, де очікувати на підхід основних сил української армії. У липні на чолі полку взяв участь у поході Кривоноса на Поділля. Пройшов від Білої Церкви до Костянтинова, ведучи бої з загонами магнатів Речі Посполитої. Учасник битви під Костянтиновом.
Вже у серпні керівництво полком перейшло до Станіслава Морозенка. У Реєстрі 1649 Іван Шангірей згаданий як військовий товариш Корсунської полкової сотні. 1650 — сотник полкової сотні. У вересні того ж року знову очолював полк як наказний полковник. Разом з київським полковником Михайлом Крисою залишився пильнувати Україну, у той час як усе військо на чолі з Богданом Хмельницьким вирушило у похід на Молдову.
Дані про загибель Шангірея у Берестецькій битві 1651 не підтверджуються. 8 січня 1654 він згаданий серед учасників Переяславської ради — як сотник однієї з сотень Корсунського полку. Востаннє згадується 1656 як корсунський військовий товариш. Імовірно, загинув під час міжусобиць 1657-1658 років.

## Нащадки
Родоначальник козацько-шляхетського роду Шангіреїв. Серед його представників: козак Степан Шангірей — батько Пелагії Степанівни Шангірей-Сковороди, дід українського філософа Григорія Сковороди (1722 — 1794).